# 皮尔皮里图巴
皮尔皮里图巴是巴西帕拉伊巴州的一个市镇。总面积79.849平方公里，总人口10092人，人口密度126.4人/平方公里。